# Ана Јоковић
Ана Јоковић (Београд, 16. јул 1979) јесте некадашња српска кошаркашица, а данас кошаркашки функционер. Играла је на позицији крила и већи део своје каријере играла за Црвену звезду.

## Каријера

### Црвена звезда
Веома млада је наступила у сениорском тиму Црвене звезде и имала је свега 13 година када је дебитовала у сезони 1992/93. Постепено је добијала прилику у првом тиму, да би касније постала узданица Звезде. Одласком носилаца игре избила је у први план у сезони 1996/97, када је у Купу Лилијане Ронкети на четири меча постигла 47 поена и била најефикаснија кошаркашица Црвене звезде у овом европском такмичењу. Забележила је просек од 11,8 поена и 4,3 скока. У Ронкети купу 1999/2000 на два одиграна меча постигла је укупно 32 поена уз 11 скокова. У сезони 2000/01, када је Звезда после трећег места у лигашком делу, стигла до финала плеј-офа, Ана је била најбољи стрелац тима, а након тога је одлучила да промени средину.

### Будућност
У дресу подгоричке Будућности провела је две сезоне, од 2001. до 2003. године и освојила две титуле првака СР Југославије односно Србије и Црне Горе 2002. и 2003. године. У првој сезони у дресу екипе из Подгорице бележила је 22,6 поена и 7,9 скокова у Купу Лилијане Ронкети, док је 2002/03 у Евролиги пружила одличне игре уз просек од 21,1 поен и 6,2 скока. Такође, исте године понела је признање најбољег стрелца Евролиге.

### Црвена звезда
У Звезду се вратила у сезони 2003/04 и као капитен предводила тим до дупле круне. Пружила је сјајне партије и била најбољи стрелац екипе. У ФИБА Купу на шест мечева је бележила 17,7 поена (106 поена укупно). Била је МВП шампионата и Купа Србије и Црне Горе. Хемофарму је убацила 32 поена у победи од 90:81, док је по 28 поена постигла у тријумфима против Будућности (85:84) и Ковина (111:91). Црвено-беле су лигашки део завршиле са импресивним скором 22-0, а у финалу плеј-офа су са 3:1 у победама славиле против Војводине и освојиле 28. шампионску титулу у клупској историји. Ана Јоковић је у четвртом мечу великог финала убацила 22 поена у победи од 81:71 и проглашена је за МВП играчицу финалне серије. Екипа коју је са клупе предводио трофејни Владислав Лучић претходно је освојила и Куп, а тим је до дупле круне носио сјајни трио Ана Јоковић, Иванка Матић и Стојанка Остојић.

### Остали клубови
Ана је каријеру наставила у мађарском Мишколцу за који је у сезони 2004/05 у ФИБА Купу бележила 17 поена и 5,6 скокова. Играла је и за израелски Рамат Хашарон (2005/06) и освојила национални Куп Израела, пољску Лотос Гдињу (2006/07). Пре тога је део сезоне 2006/07 провела у Звезди, када се по други пут вратила у клуб. У Јадранској лиги је у седам мечева постигла 110 поена, а у домаћем првенству 161 поен на 11 сусрета. Укупно је у овој сезони за црвено-беле забележила 296 поена у 19 утакмица. Играла је још и за Млади Крајишник, где је освојила национални Куп и завршила каријеру.

### Репрезентација
У дресу репрезентације Југославије, Србије и Црне Горе и самосталне Србије наступала је од 1997. до 2007. године. На Првенству Европе 2001. године Југославија је заузела пето место, а Ана је бележила девет поена и 4,2 скока у просеку. На Светском шампионату у Кини 2002. године на осам сусрета убацила је 43 поена. За селекцију Србије и Црне Горе играла је и на континенталним првенствима 2003. (5,7 поена) и 2005. године (8,2 поена и 3,6 скокова), као и за Србију 2007. године, када је бележила 11,2 поена и 4,8 скокова.

## Остало
По завршетку играчке каријере била је спортски директор ЖКК Вождовац. Због успеха у руковођењу овим клубом новоизабрани председник Кошаркашког савеза Србије Драган Ђилас 2011. године је позива да помогне у раду женских селекција и тако постаје потпредседница Кошаркашког савеза Србије са задужењима за женску кошарку. Као потпредседница Кошаркашког савеза Србије, од 2011. године, развија женску кошарку, а сениорска репрезентација Србије бележи историјске резултате, титуле Европског првака 2015. године у Будимпешти и 2021. године у Валенсији, две бронзане медаље, на Олимпијским играма у Рио де Жанеиру 2016. године и на Европском првенству 2019. године у Београду. 2013. године женска сениорска репрезентација заузела је 4. место на Европском првенству, годину дана касније 8. место на Светском првенству, 2021. године 4. место на Олимпијским играма у Токију, 2022. године 6. место на Светском првенству у Сиднеју и 2023. године 5. место на Европском првенству у Љубљани.